# Keith A. Glascoe
Keith Alexander Glascoe (San Francisco, 1962. december 9. – New York, 2001. szeptember 11.), amerikai színész, tűzoltó és a New York Jets egykori csapattagja. Tűzoltóként vesztette életét a 2001. szeptember 11-ei terrortámadások alatt New Yorkban. 

## Filmjei
| Év   | Cím                                         | Szerep                   | Megjegyzés                                 |
| ---- | ------------------------------------------- | ------------------------ | ------------------------------------------ |
| 1993 | Dottie Gets Spanked                         | Dream Strongman          | Rövidfilm                                  |
| 1994 | Léon, a profi (Léon)                        | Benny, Stansfield embere | Magyar hangja: Hankó Attila                |
| 1997 | Ördögök szigete (Assault on Devil's Island) | Carl                     | TV-film                                    |
| 1997 | Prime Time                                  | Lamchop                  | Rövidfilm                                  |
| 2001 | 100 Centre Street                           | Hostage                  | Televíziós sorozat: a Hostage című részben |
| 2001 | The Pirates of Central Park                 | Rendőr                   | Rövidfilm                                  |

## Fordítás
Ez a szócikk részben vagy egészben  a   Keith A. Glascoe című angol Wikipédia-szócikk fordításán alapul.  Az eredeti cikk szerkesztőit annak laptörténete sorolja fel. Ez a jelzés csupán a megfogalmazás eredetét és a szerzői jogokat jelzi, nem szolgál a cikkben szereplő információk forrásmegjelöléseként.